# Besos en la frente (álbum)
Besos en la frente es el sexto álbum de estudio del cantante mexicano de música cristiana Jesús Adrián Romero. Fue lanzado el 29 de junio de 2016 por Vástago Producciones. El álbum se estrenó con cuatro sencillos: «Que baje el cielo», «Que huyan los fantasmas», «La niña y el lobo» y «Canción de cuna», lanzados también como videos.

## Contenido
Todo el contenido de este álbum, como en cada producción de Romero, contiene música con esencia acústica centrada principalmente en narrar las emociones del cantante respecto a su vida cristiana. Pero este álbum en especial, abunda todo el pensamiento del mismo Romero a través de sus canciones, después de que estuvo bajo muchas críticas sobre sus declaraciones y predicaciones en los últimos años.
Con respecto al trabajo discográfico, es un tanto diferente a los trabajos anteriores. Una de las razones es que el disco fue producido por el hijo del cantante, Adrián Roberto, al cual está dedicada la canción «Nadando contra corriente». El álbum está compuesto solamente de canciones inéditas, como «Te veo... otra vez», «Respiro el polvo» y «Duermen las palabras», la cual es la canción más corta de toda su carrera.
En cuanto a la producción de videoclips, algunos involucran un concepto profundo, tales como se vio en «Que huyan los fantasmas», otros llevan un mensaje más directo como en «Que baje el cielo», «La niña y el lobo» y «Canción de cuna». Parte de los videos fueron grabados en un mismo escenario, tales como «Se acaba todo», «Silencio interno» y «Nadando contra corriente». En estos tres últimos, se puede apreciar la participación musical de Melissa Janet Romero y Adrian Roberto, hijos de Romero.

## Lista de canciones
| N.º        | Título                     | Escritor(es)                                          | Duración |  |
| 1.         | «Que baje el cielo»        | Jesús Adrián Romero, Daniel Fraire, Mike Rodríguez    | 4:00     |  |
| 2.         | «Que huyan los fantasmas»  | Jesús Adrián Romero, Mike Rodríguez, Adrián R. Romero | 3:04     |  |
| 3.         | «Te veo... otra vez»       | Jesús Adrián Romero, Mike Rodríguez, Daniel Fraire    | 2:39     |  |
| 4.         | «Pero yo me acuerdo»       | Jesús Adrián Romero, Mike Rodríguez, Daniel Fraire    | 2:41     |  |
| 5.         | «La niña y el lobo»        | Jesús Adrián Romero, Adrián R. Romero, Mike Rodríguez | 3:08     |  |
| 6.         | «Canción de cuna»          | Jesús Adrián Romero, Daniel Fraire                    | 3:37     |  |
| 7.         | «Silencio interno»         | Jesús Adrián Romero, Adrián R. Romero, Daniel Fraire  | 4:23     |  |
| 8.         | «Sencilla y arrogante»     | Jesús Adrián Romero, Adrián R. Romero                 | 3:23     |  |
| 9.         | «Duermen las palabras»     | Jesús Adrián Romero, Adrián R. Romero                 | 1:37     |  |
| 10.        | «Nadando contra corriente» | Jesús Adrián Romero, Adrián R. Romero, Dámaris Fraire | 3:19     |  |
| 11.        | «Se acaba todo»            | Jesús Adrián Romero, Daniel Fraire                    | 4:11     |  |
| 12.        | «Caigo rendido»            | Jesús Adrián Romero, Daniel Fraire, Mike Rodríguez    | 3:28     |  |
| 13.        | «Respiro el polvo»         | Jesús Adrián Romero, Mike Rodríguez                   | 3:08     |  |
| 43 minutos |                            |                                                       |          |  |